# 今宿新道
今宿新道（、ローマ字表記: Imajuku Shindō）は、福岡県福岡市の福岡市道路愛称。
国道202号のうち、早良区荒江交差点から西区今宿青木（バイパス青木交差点）までの区間を指す。延長7,500メートル。早良区荒江交差点から原交差点までの区間は福岡県道559号に重複。
1979年（昭和54年）の市制施行90周年記念で制定された。愛称決定理由は「国道202号のバイパスとして新設された道であり、今宿まで続く新しい道というイメージ」というもの。
外環西口交差点以西は今宿道路一般部（今宿バイパス）として新たに建設された道路である。愛称制定当時は今宿道路の高崎交差点 - バイパス青木交差点間は建設中であった。その後今宿道路はバイパス青木交差点以西に延伸されたが、バイパス青木交差点以西には愛称は定められておらず、一般には「今宿バイパス」などと呼ばれている。

## 接続路線
| 交差する道路 北←〈今宿新道〉→南           | 交差する道路 北←〈今宿新道〉→南      | 交差する場所 | 交差する場所 | 堅粕から (km) |
| ----------------------------------------- | ------------------------------------ | ------------ | ------------ | ------------- |
| 〈別府橋通り〉 国道202号 天神・六本松方面 |                                      |              |              |               |
| 〈早良街道〉                              | 〈早良街道〉 国道263号               | 荒江         | 早良区       |               |
| 〈原通り〉 県道558号内野次郎丸弥生線      | 〈原通り〉 県道558号内野次郎丸弥生線 | 原           | 早良区       |               |
| 〈姪浜大通り〉 県道560号都地姪浜線        | 県道560号都地姪浜線                  | 福重         | 西区         |               |
| 〈下山門通り〉 県道560号都地姪浜線        | 〈平成外環通り〉 国道202号 月隈方面  | 外環西口     | 西区         |               |
| 西九州自動車道（国道497号）拾六町IC       |                                      |              | 西区         |               |
| 国道202号（今宿バイパス） 唐津・糸島方面  |                                      |              |              |               |

## 周辺施設
- 福岡銀行荒江支店
- 西日本シティ銀行荒江支店
- サニー荒江店
- 早良警察署原交番
- 福岡市立飯倉中央小学校
- 福岡市立原中央中学校
- 福岡市立原小学校
- 福岡中央銀行原支店
- 福岡銀行原支店
- 福岡原五郵便局
- 西日本シティ銀行原支店
- 福岡市立西福岡中学校
- 福岡市立原北中学校
- 室住団地
- 福重団地
- MEGAドン・キホーテ福岡福重店
- 十郎川団地
- 福岡市立城原小学校
- サニー福重店
- 拾六町団地
- 福岡西消防署